# کلومباین (کولرادو)
کلومباین (به انگلیسی: Columbine) یک منطقهٔ مسکونی در ایالات متحده آمریکا است که در کلرادو واقع شده‌است. کلومباین ۱۷٫۲ کیلومتر مربع مساحت و ۲۴٬۲۸۰ نفر جمعیت دارد و ۱٬۶۸۸ متر بالاتر از سطح دریا واقع شده‌است.